# Noronhomys vespuccii
Noronhomys vespuccii (Carleton & Olson, 1999) è un roditore della famiglia dei Cricetidi, unica specie del genere Noronhomys (Carleton & Olson, 1999), vissuto in epoca storica sull'isola di Fernando de Noronha.

## Etimologia
L'epiteto generico deriva dalla combinazione del nome dell'isola brasiliana con il suffisso -mys riferito alle forme simili ai topi, mentre il termine specifico è stato intitolato al navigatore Amerigo Vespucci, il quale fu il primo ad annotarne la presenza sull'isola durante il suo approdo avvenuto nel 1503.

## Descrizione
Erano roditori di grandi dimensioni con una lunghezza del cranio tra 38 e 40 mm. Il rostro era corto e largo, la regione inter-orbitale era relativamente larga senza i margini in rilievo, le placche zigomatiche strette e il palato corto, largo e piatto. Gli incisivi superiori erano robusti, larghi e opistodonti, ovvero con le punte rivolte verso il basso, i molari avevano la corona alta. Nonostante gli studi filogenetici abbiano evidenziato una stretta parentela alle forme semi-acquatiche degli Oryzomyini come Holochilus e Lundomys l'aspetto generale suggerisce un'abitudine piuttosto terricola, a causa probabilmente di un successivo adattamento derivato dai progenitori appena giunti sull'isola atlantica, priva di ambienti palustri e lacustri. La sua estinzione è verosimilmente avvenuta a causa della competizione di altri vertebrati introdotti dall'uomo, particolarmente il ratto nero e il topo domestico, i quali sono attualmente ancora abbondanti o di predatori come il gatto.

## Distribuzione e habitat
Il primo riferimento a questa specie risale al resoconto del quarto viaggio verso il nuovo mondo effettuato da Amerigo Vespucci, quando il 10 agosto 1503 giungendo sull'isola osservò la presenza di enormi ratti. Successivamente nel 1973 furono trovati nell'estrema parte orientale abbondanti resti fossili di vertebrati, tra i quali diversi resti di un relativamente grande roditore appartenente alla sottofamiglia dei sigmodontini, risalenti al tardo olocene.

## Conservazione
La IUCN Red List, classifica N.vespuccii come specie estinta (EX).